# Geert Vanden Broucke
Geert Vanden Broucke (°1954)  is een Belgisch politicus voor de CD&V. Zijn grootvader Oscar Vanden Broucke was van 1953 tot 1965 burgemeester van de Nieuwpoortse deelgemeente Ramskapelle. 
Vanden Broucke was jarenlang leraar plastische opvoeding aan het Sint-Bernarduscollege in Nieuwpoort, waar hij in 2012 met pensioen ging. Hij startte zijn politieke carrière in 2006.

## Eerste schepen
In 2012 werd hij eerste schepen in Nieuwpoort.

## Burgemeester
Hij volgde op 61-jarige leeftijd bouwkundig ingenieur Roland Crabbe op als waarnemend burgemeester van de kuststad Nieuwpoort, nadat Crabbe in 2016 overleed na een slepende ziekte. Na de gemeenteraadsverkiezingen in 2018 bleef Vanden Broucke burgemeester. Zijn partij heeft er sinds 2018 een absolute meerderheid met 15 op 21 zetels in de gemeenteraad. In 2024 kwam hij niet meer op bij de gemeenteraadsverkiezingen omdat hij zich wou concentreren op zijn gezin en zijn kleinkinderen. Het lijsttrekkerschap ging over naar cafébaas, turnleerkracht en schepen Bert Gunst.

### Plannen tot uitbreiding van de jachthaven en bouw van luxeflats
Tijdens zijn ambtstermijn als burgemeester ontpopte hij zich als een sterke voorstander van het project tot uitbreiding van de jachthaven van Nieuwpoort waarin men plande om 600 extra ligplaatsen te creëren en 1000 luxeflats te bouwen vlak naast het natuurreservaat IJzermonding. In oktober 2019 werd het provinciaal RUP Rechteroever Jachthaven Nieuwpoort goedgekeurd om tegenover het stadscentrum, naast het natuurgebied, een nieuw stadsdeel "Nieuwpoort Rechteroever" te bouwen met daarin een jachthavendok. Maar tegen dit project kwamen er meer en meer bezwaren vanuit het Agentschap Natuur en Bos, natuurverenigingen en de academische wereld, omwille van de te verwachten recreatiedruk en de impact op het natuurreservaat. In maart 2024 raakte Nieuwpoort de omgevingsvergunning kwijt.